# Sisymbrium
Sisymbrium es un género de plantas perteneciente a la familia Brassicaceae. Se distingue por su fruto que es una silicua. Tiene pequeñas flores amarillas. Comprende 655 especies descritas y de estas, solo 43 aceptadas.

## Descripción
Son hierbas anuales, bienales o perennes, generalmente subglabras o escasamente pilosas con pelos simples. Hojas en su mayoría lyrada-pinnatipartidas, la menor pecioladas, sésiles superiores a subsésiles. Racimos con muchas flores. Flores pequeñas o mediocres, principalmente de color amarillo. Sépalos erectos o no ligeramente. Pétalos casi el doble de largo que los sépalos, oblongo-obovadas, se redujo en forma de garra.  Silicua lineal subcilíndrica, erguida a extendida, a menudo alargada, bilocular, dehiscente;  semillas numerosas, oblongas o elipsoides, marrón, no mucilaginosa cuando está mojada.

## Taxonomía
El género fue descrito por Carlos Linneo y publicado en Species Plantarum 2: 657. 1753. La especie tipo es: Sisymbrium altissimum L.

## Especies
| - Sisymbrium aculeolatum - Sisymbrium afghanicum - Sisymbrium altissimum - Sisymbrium assoanum - Sisymbrium austriacum - Sisymbrium berteroanum - Sisymbrium brassiciforme - Sisymbrium burchellii - Sisymbrium capense - Sisymbrium cavanillesianum - Sisymbrium confertum - Sisymbrium crassifolium - Sisymbrium damascenum - Sisymbrium dissitiflorum - Sisymbrium ekmanii - Sisymbrium elatum - Sisymbrium erucastrifolium - Sisymbrium erysimoides - Sisymbrium fugax - Sisymbrium gamosepalum - Sisymbrium gaubae - Sisymbrium haitiense - Sisymbrium heteromallum - Sisymbrium integerrimum - Sisymbrium irio | - Sisymbrium isfarense - Sisymbrium laciniosum - Sisymbrium lasiocalyx - Sisymbrium linifolium - Sisymbrium lipskyi - Sisymbrium llatasii - Sisymbrium loeselii - Sisymbrium luteum - Sisymbrium macroloma - Sisymbrium maurum - Sisymbrium officinale - Sisymbrium orientale - Sisymbrium pandurifolium - Sisymbrium polyceratium - Sisymbrium polymorphum - Sisymbrium praetermissum - Sisymbrium reboudianum - Sisymbrium runcinatum - Sisymbrium septulatum - Sisymbrium strictissimum - Sisymbrium subspinescens - Sisymbrium turczaninowii - Sisymbrium volgense - Sisymbrium yunnanense |